# Bógdał
Bógdał (prononciation : [ˈbuɡdau̯]) est une localité polonaise de la gmina de Szczekociny, située dans le powiat de Zawiercie en voïvodie de Silésie.